# Otto Schuhart
Otto Schuhart (1er avril 1909 – 26 février 1990) est un officier sous-marinier, commandant d'U-Boot pendant la Seconde Guerre mondiale.

## Biographie
Il commence sa carrière dans la marine en avril 1929. Il sert à bord du navire-école Schleswig-Holstein. En 1936, il rejoint les forces sous-marines.
C'est lors de sa première patrouille de guerre qu'il coule le porte-avions britannique HMS Courageous (17 septembre 1939).